# Typhlonectes compressicauda
Typhlonectes compressicauda är en groddjursart som först beskrevs av Duméril och Gabriel Bibron 1841.  Typhlonectes compressicauda ingår i släktet Typhlonectes och familjen Caeciliidae. IUCN kategoriserar arten globalt som otillräckligt studerad. Inga underarter finns listade i Catalogue of Life.